# باشگاه فوتبال آمکار پرم
باشگاه فوتبال آمکار پرم (روسی: Футбо́льный клуб "Амка́р" Пермь) یک باشگاه فوتبال روسیه‌ای بود که در سال ۱۹۹۴ در شهر پرم پایه‌گذاری شده بود.

## بازیکنان برجسته
- سعید عزت الهی